# Tapiete (språk)
Tapiete, eller ñandeva, är ett tupianskt språk som talas av tapietefolket i Argentina, Bolivia och Paraguay. År 2016 uppskattades språket att ha bara 360 talare. Språket anses att vara hotat och dess närmaste släktspråk är guaraní.
Språket skriv med latinska alfabetet. Nya testamentet översattes till tapiete för första gången år 2023.
Tapiete är ett av Bolivias 36 officiella språk.